# Die Pastoralsymphonie
Die Pastoralsymphonie ist eine Erzählung von André Gide, die 1919 unter dem Titel La Symphonie pastorale in den Éditions Gallimard erschien.

## Inhalt
Die Geschichte erstreckt sich über knapp drei Jahre und führt in den 90er Jahren des 19. Jahrhunderts in den Neuenburger Jura in der Romandie. Genannt werden Neuenburg, La Chaux-de-Fonds, La Brévine das Val Travers und Lausanne.
Ein Pastor wird zu einer Sterbenden gerufen und findet dort ein blindes, vernachlässigtes Mädchen vor, dessen Alter er auf fünfzehn Jahre schätzt. Das Kind hat offenbar keine Angehörige. Er nimmt sie mit nach Hause und vertraut sie seiner Ehefrau Amélie an. Amélie ist zwar der Meinung, ihre fünf eigenen Kinder reichten aus, sie versorgt jedoch das Pflegekind, das Gertrude genannt wird. Allerdings macht sie ihrem Ehemann bald den Vorwurf, um seine eigenen Kinder habe er sich nie so liebevoll gekümmert, wie um dieses Kind. Er unterrichtet sie, versucht ihr mit Hilfe einer reliefartigen Schrift das Schreiben und Lesen beizubringen und nimmt sie einmal mit in ein Konzert, in dem Beethovens Pastorale gespielt wird. Das Konzert macht einen tiefen Eindruck auf die Blinde, der sich plötzlich eine neue, wunderbare Welt eröffnet.
Zwischen Jacques, einem Sohn des Pfarrers, und Gertrude bahnt sich eine Liebesbeziehung an, die dem Pastor nicht gefällt. Als Jacques dem Vater eröffnet, er liebe Gertrude und wolle sie heiraten, versucht der Pfarrer die Heirat verhindern, und Jacques gehorcht. Der Pfarrer bemüht sich weiter um die Ausbildung des Mädchens und verliebt sich allmählich in seine Pflegetochter, was seiner Ehefrau durchaus auffällt.
Gertrude sagt dem Pastor, seine Ehefrau wisse, wie es um ihn steht und das mache sie traurig. An Jacques denkt sie immer noch, und sie fragt sich, ob auch Jacques sie noch liebt.
Gertrudes Augen könnten operiert werden, was der Pfarrer zunächst für sich behält, da er den Tag fürchtet, an dem Gertrude sehen kann. Als Gertrude nach der geglückten Augenoperation heimkommt, liest sie in Amélies Gesicht, wie tief traurig und verletzt ihre Pflegemutter ist. Sie erklärt dem Pfarrer, sie habe immer nur Jacques geliebt, aber ihn, den Pfarrer, könne sie nicht mehr ertragen. Sie stürzt sich einen Fluss und ertrinkt.

## Form und Titel
Der Titel der Erzählung bezieht sich auf die Pastorale, die 6. Sinfonie von Ludwig van Beethoven, die der Pfarrer und Gertrude in dem Konzert in Neuenburg hören.
Erzählt wird die Geschichte in der Ich-Form als Tagebuch, das der Pfarrer führt, wobei zwischen den Notizen zeitliche Lücken klaffen.

## Rezeption
- Über „kathartisches Schreiben“: In seinem Nachwort „Zu Die Pastoralsymphonie“[1] geht Alain Goulet ausführlich auf zwei Schwerpunkte ein. Gide beichte „unter dem Deckmantel seines Pastors“ die homoerotische Neigung, und der unaufrichtige Herr Pastor sei sich seiner Sünde wohl bewusst, tue aber in seinem „zwielichtigen“ tagebuchartigen Bericht alles, um diese Verwerflichkeit mit schönen Worten zu verbrämen.

## Verfilmung
Jean Delannoy verfilmte die Erzählung 1946 mit Michèle Morgan als Gertrude, Pierre Blanchar als den Herrn Pastor, Line Noro als Amélie und Jean Desailly als Jacques. Die Musik zum Film schrieb Georges Auric. Der Film wurde bei den Internationalen Filmfestspielen von Cannes 1946 preisgekrönt. In deutschsprachiger Synchronisation erschien der Film unter dem Titel Und es ward Licht.

## Ausgaben
- La symphonie pastorale. Gallimard, Paris 1925.
- Die Pastoralsymphonie. Übers. Bernhard Guillemin. Propyläen Verlag, Berlin, 1925. (Das kleine Propyläen-Buch.)
- Die Pastoral-Symphonie. Erzählung. Übers. Gerda Scheffel. Manesse, Zürich, 1987.
- Die Pastoralsymphonie. Übers. Gerda Scheffel. Gesammelte Werke in 12 Bänden. Hrsg. Raimund Theis, Peter Schnyder, Band 10/4, Deutsche Verlags-Anstalt DVA, Stuttgart 1997, ISBN 3-421-06470-9, S. 25–85

## Sekundärliteratur
- Charles Parnell: André Gide and His Symphonie Pastorale in: Yale French Studies. Nr. 7. 1951. S. 60–71.
- Renée Lang: André Gide und der deutsche Geist (frz.: André Gide et la pensée Allemande). Übers. Friedrich Hagen. Deutsche Verlags-Anstalt, Stuttgart 1953.
- Claude Martin: André Gide. Übers. Ingeborg Esterer. Rowohlt, Hamburg 1963, ISBN 3-499-50089-2